# Sébastien Feller
Sébastien Feller (Thionville, 11 de marzo de 1991) es un jugador de ajedrez francés que tiene el título de Gran Maestro Internacional desde 2007.
En la lista de Elo de la FIDE de octubre de 2015, tenía un Elo de 2622 puntos, lo que le convertía en el jugador número 8 (en activo) de Francia, y en el número 162 del ranking mundial. Sú máximo Elo fue de 2668 puntos en la lista de septiembre de 2011 (posición 80 en el ranking mundial).

## Resultados destacados en competición
Feller consiguió los títulos de Maestro Internacional y Gran Maestro en 2007 a los diecisiete años de edad. Ese mismo año fue subcampeón en el Campeonato europeo Sub-16. En 2010 fue campeón de Francia de partidas rápidas y ganó el Campeonato de París.
También en 2010, en octubre, Feller obtuvo la medalla de oro por ser el mejor quinto tablero en la Olimpiada de ajedrez, pero el comité detectó que Cyril Marzolo, desde Francia, transmitía vía teléfono móvil mensajes con las jugadas encriptadas. Por estos hechos Feller fue sancionado por la FIDE a no poder participar en ningún torneo oficial de ajedrez, tanto de forma individual como colectiva, durante dos años y nueve meses a partir del primero de agosto de 2012, y a devolver la medalla y la cuantía económica del premio. Con anterioridad a esta sanción, Feller participó en el Campeonato de Europa Individual de ajedrez, donde quedó séptimo obteniendo una plaza para participar en la Copa del Mundo de 2011, donde eliminó a Viorel Iordăchescu en la primera ronda y fue eliminado por Aleksandr Grischuk en la segunda.